# Dmitrij Kalinin
Dmitrij Kalinin (* 22. července 1980, Čeljabinsk, Rusko) je ruský hokejový obránce, který v současnosti hraje za tým Traktor Čeljabinsk v KHL.

## Klubový hokej
Dmitrij Kalinin měří 191 centimetrů a váží 93 kilogramů. Střílí levou rukou. Kalinin byl draftován Buffalem v úvodním draftu NHL roku 1998 už v prvním kole jako 18. v celkovém pořadí. V létě 2008 jako volný hráč podepsal smlouvu s týmem zámořské NHL New York Rangers, odkud přestoupil do Phoenix Coyotes.

### Klubová statistika
| Sezona     | Klub                   | Soutěž     | Základní část | Základní část | Základní část | Základní část | Základní část | Play off | Play off | Play off | Play off | Play off |
| Sezona     | Klub                   | Soutěž     | Z             | G             | A             | B             | TM            | Z        | G        | A        | B        | TM       |
| ---------- | ---------------------- | ---------- | ------------- | ------------- | ------------- | ------------- | ------------- | -------- | -------- | -------- | -------- | -------- |
| 1995-96    | Traktor Čeljabinsk     | IHL        | 20            | 0             | 3             | 3             | 10            | —        | —        | —        | —        | —        |
| 1996-97    | Traktor Čeljabinsk     | RSL        | 2             | 0             | 0             | 0             | 0             | 2        | 0        | 0        | 0        | 0        |
| 1997-98    | Traktor Čeljabinsk     | RSL        | 26            | 0             | 2             | 2             | 24            | —        | —        | —        | —        | —        |
| 1998-99    | Moncton Wildcats       | QMJHL      | 39            | 7             | 18            | 25            | 44            | 4        | 1        | 1        | 2        | 0        |
| 1998-99    | Rochester Americans    | AHL        | 3             | 0             | 1             | 1             | 14            | 7        | 0        | 0        | 0        | 6        |
| 1999-00    | Rochester Americans    | AHL        | 75            | 2             | 19            | 21            | 52            | 21       | 2        | 9        | 11       | 8        |
| 1999-00    | Buffalo Sabres         | NHL        | 4             | 0             | 0             | 0             | 4             | —        | —        | —        | —        | —        |
| 2000-01    | Buffalo Sabres         | NHL        | 79            | 4             | 18            | 22            | 38            | 13       | 0        | 2        | 2        | 4        |
| 2001-02    | Buffalo Sabres         | NHL        | 58            | 2             | 11            | 13            | 26            | —        | —        | —        | —        | —        |
| 2002-03    | Rochester Americans    | AHL        | 4             | 0             | 0             | 0             | 4             | —        | —        | —        | —        | —        |
| 2002-03    | Buffalo Sabres         | NHL        | 65            | 8             | 13            | 21            | 57            | —        | —        | —        | —        | —        |
| 2003-04    | Buffalo Sabres         | NHL        | 77            | 10            | 24            | 34            | 42            | —        | —        | —        | —        | —        |
| 2004-05    | Metallurg Magnitogorsk | RSL        | 48            | 2             | 8             | 10            | 14            | 5        | 0        | 0        | 0        | 2        |
| 2005-06    | Buffalo Sabres         | NHL        | 55            | 2             | 16            | 18            | 54            | 8        | 0        | 2        | 2        | 2        |
| 2006-07    | Buffalo Sabres         | NHL        | 82            | 7             | 22            | 29            | 36            | 16       | 2        | 3        | 5        | 14       |
| 2007-08    | Buffalo Sabres         | NHL        | 46            | 1             | 7             | 8             | 32            | —        | —        | —        | —        | —        |
| 2008-09    | New York Rangers       | NHL        | 58            | 1             | 12            | 13            | 26            | —        | —        | —        | —        | —        |
| 2008-09    | Phoenix Coyotes        | NHL        | 15            | 1             | 3             | 4             | 5             | —        | —        | —        | —        | —        |
| 2009–10    | Salavat Julajev Ufa    | KHL        | 53            | 12            | 10            | 22            | 32            | —        | —        | —        | —        | —        |
| 2010–11    | Salavat Julajev Ufa    | KHL        | 45            | 3             | 6             | 9             | 26            | 18       | 0        | 4        | 4        | 6        |
| 2011–12    | SKA Petrohrad          | KHL        | 52            | 15            | 20            | 35            | 14            | 13       | 5        | 5        | 10       | 6        |
| 2012–13    | SKA Petrohrad          | KHL        | 48            | 5             | 23            | 28            | 26            | 11       | 0        | 6        | 6        | 2        |
| 2013–14    | SKA Petrohrad          | KHL        | 51            | 10            | 14            | 24            | 28            | 6        | 0        | 3        | 3        | 4        |
| 2014–15    | SKA Petrohrad          | KHL        | 54            | 6             | 8             | 14            | 30            | 11       | 0        | 1        | 1        | 6        |
| 2015–16    | SKA Petrohrad          | KHL        | 44            | 5             | 4             | 9             | 43            | 2        | 0        | 0        | 0        | 2        |
| 2016–17    | HK Spartak Moskva      | KHL        | 45            | 7             | 5             | 12            | 45            | —        | —        | —        | —        | —        |
| 2017–18    | HK Spartak Moskva      | KHL        | 55            | 5             | 16            | 21            | 28            | 3        | 0        | 0        | 0        | 0        |
| 2018–19    | HK Spartak Moskva      | KHL        | 50            | 2             | 9             | 11            | 14            | 6        | 1        | 0        | 1        | 2        |
| 2019–20    | Traktor Čeljabinsk     | KHL        | 45            | 4             | 6             | 10            | 18            | —        | —        | —        | —        | —        |
| Celkem NHL | Celkem NHL             | Celkem NHL | 539           | 36            | 126           | 162           | 321           | 37       | 2        | 7        | 9        | 20       |
| Celkem KHL | Celkem KHL             | Celkem KHL | 198           | 74            | 121           | 195           | 304           | 85       | 8        | 22       | 30       | 86       |

### Reprezentační statistiky
| Rok      |   |   |   |   |    |
| Rok      | Z | G | A | B | TM |
| -------- | - | - | - | - | -- |
| MS 2002  | 9 | 0 | 1 | 1 | 4  |
| MS 2003  | 7 | 1 | 0 | 1 | 4  |
| MS 2004  | 6 | 0 | 1 | 1 | 2  |
| SP 2004  | 3 | 0 | 0 | 0 | 0  |
| MS 2005  | 9 | 0 | 0 | 0 | 0  |
| MS 2008  | 9 | 1 | 2 | 3 | 4  |
| MS 2009  | 9 | 2 | 3 | 5 | 4  |
| ZOH 2010 | 4 | 1 | 1 | 2 | 0  |
| MS 2010  | 9 | 0 | 1 | 1 | 0  |
| MS 2011  | 9 | 0 | 3 | 3 | 4  |
| MS 2012  | 5 | 1 | 3 | 4 | 25 |